# Podoscyphaceae
Podoscyphaceae is een familie van schimmels behorend tot de orde van Polyporales. Het typegeslacht is Podoscypha.

## Geslachten
De familie Phanerochaetaceae bestaat uit de volgende geslachten:
- Abortiporus
- Heteroporus